# Keith Marischal House

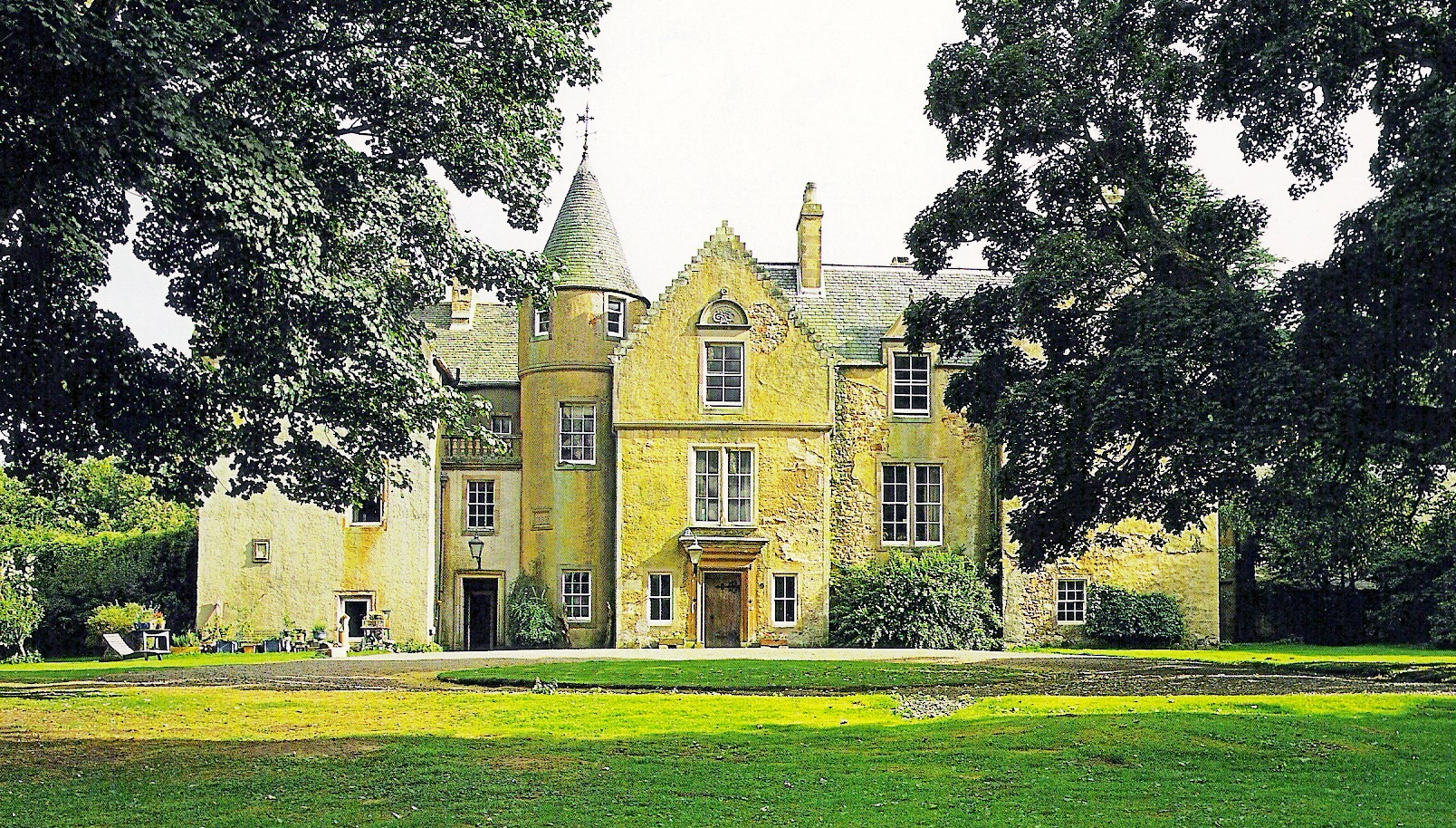
Keith Marischal House, Escócia.

A Keith Marischal House é uma casa de campo escocesa localizada em Humbie, East Lothian, Escócia.
Foi construída antes do fim de 1589 por George Keith, 5th Earl Marischal.
Encontra-se classificada na categoria "B" do "listed building" desde 5 de fevereiro de 1971.